# Kim jesteś: Szkoła 2015
Kim jesteś: Szkoła 2015 (kor.: 후아유: 학교 2015, MOCT: Huayu: Hakgyo 2015, także jako Who Are You: Haggyo 2015) – serial koreański z 2015 roku, w którym główne role odgrywają Kim So-hyun, Yook Sung-jae i Nam Joo-hyuk. Serial emitowany był na kanale KBS2 od 27 kwietnia do 16 czerwca 2015 w poniedziałki i wtorki o 21:55 i składa się z 16 odcinków.
Jest to szósty serial z serii Haggyo. Poprzednio wyprodukowane zostały cztery sezony, które wyemitowano w latach 1999 - 2002, oraz jeden sezon w 2013 roku. Fabuła serialu skupia się na rzeczywistych problemach koreańskich nastolatków w wieku szkolnym.
Serial jest dostępny z napisami w języku polskim za pośrednictwem platformy Viki, pod tytułem Kim jesteś: Szkoła 2015.

## Fabuła
Go Eun-byul oraz Lee Eun-bi są identycznymi bliźniaczkami, które zostały rozdzielone, gdy to jedna z nich zostaje adoptowana w wieku 3 lat. Eun-bi mieszka w sierocińcu w Tongyeong, gdzie młodsze dzieci postrzegają w niej opiekunkę i starszą siostrę. Ukrywa przed nimi fakt, że jest szkolną ofiarą - koleżanki z klasy z Kang So-young na czele znęcają się nad nią na różne sposoby.
Z drugiej strony Go Eun-byul uczy się w liceum Sekang, jednej z najbardziej prestiżowych szkół prywatnych w Seulu. Jest drażliwa i lubi trzymać sekrety dla siebie.  Najlepszymi przyjaciółkami Eun-byul są Cha Song-joo i Lee Shi-jin, ma też dobre kontakty z Han Yi-anem, szkolną gwiazdą pływacką, z którym przyjaźni się 8 roku życia.
Pewnego dnia, gdy klasa Eun-byul wybiera się na wycieczkę do Tongyeong, Eun-byul znika w tajemniczych okolicznościach. W tym samym czasie Eun-bi zostaje niesłusznie wyrzucona ze szkoły i próbuje popełnić samobójstwo skacząc z mostu. Dziesięć dni później ranna i niepamiętająca niczego Eun-bi zostaje pomylona z Eun-byul i jej adopcyjna matka zabiera ją do swojego domu w Seulu, gdzie zaczyna budować swoje życie jako Eun-byul. Wkrótce jednak odzyskuje pamięć.
Eun-bi spotyka wiele problemów, szczególnie po tym, jak do jej nowej szkoły przeniesiona zostaje Kang So-young, która za wszelką cenę próbuje wyjawić prawdziwą tożsamość Eun-bi i wykorzystując ojca, usunąć Eun-bi ze szkoły. Gong Tae Kwang, kolega z klasy Eun-bi i szkolny rozrabiaka staje w jej obronie, gdy So-young próbuje jej dokuczać. Wkrótce także staje się jej powiernikiem, jako że poznaje jej sekret.

## Obsada

### Główna
- Kim So-hyun jako Lee Eun-bi i Go Eun-byul / Kang Ji-woo jako mała Eun-byul – Go Eun-byul i Lee Eun-bi są bliźniaczkami. Lee Eun-bi mieszka w sierocińcu, a Go Eun-byul wraz z adopcyjną matką. Z powodu szkolnej przemocy i znęcania się Eun-bi próbuje popełnić samobójstwo, lecz zostaje uratowana przez swoją siostrę. Lee Eun-bi po tym jak budzi się z amnezją w szpitalu zostaje wzięta za Eun-byul. Eun-bi jest zmuszona udawać swoją siostrę bliźniaczkę.
- Yook Sung-jae jako Gong Tae-kwang – według jego własnego ojca jest durnowatym, problematycznym dzieckiem. Jego ojciec jest dyrektorem liceum Sekang, a jego matka jest aktorką, choć inni uczniowie nie wiedzą, czym zajmują się jego rodzice. Wśród kolegów i koleżanek z klasy uważany za kłamcę i prowokatora bójek. Dzięki znajomości z Eun-bi zmienia swoje nastawienie do świata. Stara się zawsze stać po jej stronie, nawet wtedy gdy Kang So-young wypowiada Eun-bi wojnę.
- Nam Joo-hyuk jako Han Yi-an – utalentowany pływak liceum Sekang i przyjaciel Eun-byul.

### Klasa 2-3
- Lee Pil-mo jako Kim Joon-seok – wychowawca klasy 2-3. Męczy go sumienie zatuszowaniu przez szkołę nieszczęśliwej śmierci jednej z jego wychowanek.
- Lee David jako Park Min-joon – przewodniczący klasy. Inteligentny i pilny uczeń, który zwykle ma najlepsze stopnie w klasie. W rzeczywistości jednak jego matka wywiera na nim ogromną presję, która go przytłacza.
- Kim Hee-jung jako Cha Song-joo – najlepsza przyjaciółka Go Eun-Byul. Jest rozdarta pomiędzy przyjaźnią z Eun-Byul a profitami jakimi niesie znajomość z So-young.
- Lee Cho-hee jako Lee Shi-jin – przyjaciółka Go Eun-Byul i Cha Sung-Joo. Poszukuje własnej pasji w życiu, pozbawionej pogoni za ocenami.
- Jo Soo-hyang jako Kang So-young – lubiąca znęcać się nad słabszymi koleżanka z klasy Eun-bi, która upodobała ją sobie na ofiarę. Zostaje zmuszona by przenieść się do szkoły Eun-Byul, gdzie również staje się zarzewiem problemów między uczniami.
- Park Doo-sik jako Kwon Ki-tae
- Yooyoung jako Jo Hae-na
- Jang In-sub jako Sung Yoon-jae
- Kim Bo-ra jako Seo Young-eun - uczennica, która „kupuje” sobie przyjaźń pieniędzmi.
- Kim Min-seok jako Min-suk
- Choi Hyo-eun jako Hyo-eun
- Lee Jin-gwon jako Jin-kwon
- Ji Ha-yun jako Ha-Yun
- Park Ah-seong jako Ah-seong
- Seo Cho-won jako Cho-won
- Jo Byeong-gyu jako Byeong-gyu
- Kwon Eun-soo jako Eun-soo
- Oh Woo-jin jako Woo-jin
- Jeong Ye-ji jako Ye-ji
- Lee Seung-ho jako Seung-ho
- Han Seong-yeon jako Seong-yeon

#### Pracownicy liceum Sekang
- Lee Hee-do as wicedyrektor szkoły
- Shin Jung-geun jako dziekan ds. uczniów
- Jung Soo-young jako Ahn Ju-ri
- Lee Si-won jako Jung Min-young - starsza siostra zmarłej uczennicy.
- Choi Dae-chul jako trener pływacki
- Kim Jin-yi jako pielęgniarka

#### Rodzice
- Jeon Mi-seon jako Song Mi-kyung, adopcyjna matka Eun-byul
- Jeon No-min jako dyrektor Gong Jae-ho, ojciec Tae-kwanga
- Jung In-gi jako Park Joon-hyung, ojciec Min-joona
- Kim Jung-nan jako Shin Jung-min, matka Min-joona
- Kim Se-ah jako Shin Yi-young, matka Shi-jin
- Jo Deok-hyun jako prokurator Kang, ojciec So-young
- Jung Jae-eun jako matka So-young
- Lee Dae-yeon jako Han Ki-choon, ojciec Yi-ahna

#### Pozostali
- Yang Hee-kyung jako Park Min-kyung, zarządca House of Love, sierocińca w którym dorastała Eun-bi
- Lee Kang-min & Yoo Se-hyung jako starsi „koledzy po fachu” Yi-ahna
- Yoo Yeon-mi jako Yeon Mi-joo

#### Gościnnie
- Lee Hyeon-gyeong jako nauczycielka z liceum Nuri (odcinek 1)
- Lee Jae-in jako Ra-jin (odcinki 1, 5, 14)
- Park Hwan-hee jako Kim Gyeong-jin (odcinek 1)
- Shin Seung-jun & Lee Ho-geun jako konferansjerzy (odcinek 1)
- Park Yeong-su jako właściciel baru karaoke (odcinek 2)
- Kim Min-yeong jako Lee Su-mi, jedna z dziewcząt, która znęcała się nad Eun-bi (odcinki 1, 4-6)
- Lee Jeong-eun jako matka Seo Young-eun (odcinki 2-3)
- Choi Su-rin jako Song Hee-young, matka Tae-kwanga (odcinki 4, 12, 14)
- Yeom Gyeong-hwan (odcinek 6)
- Kim Ga-young jako modelka w szkolnym mundurku (odcinek 6)
- Sam Hammington jako nowy nauczyciel angielskiego w liceum Sekang (odcinek 15)
- Bae Soo-bin jako nowy wychowawca klasy 2-3 (odcinek 16)

## Ścieżka dźwiękowa

### OST Part 1
| Nr | Tytuł utworu                    | Długość |
| -- | ------------------------------- | ------- |
| 1. | „Reset” (Tiger JK feat. Jinsil) | 4:02    |
| 2. | „Reset (Inst.)”                 | 4:02    |
|    |                                 | 8:04    |

### OST Part 2
| Nr | Tytuł utworu                                     | Długość |
| -- | ------------------------------------------------ | ------- |
| 1. | „Blow Away (바람에 날려)” (Baechigi feat. Punch) | 3:11    |
| 2. | „Blow Away (바람에 날려) (Inst.)”                | 3:11    |
|    |                                                  | 6:22    |

### OST Part 3
| Nr | Tytuł utworu                                                   | Długość |
| -- | -------------------------------------------------------------- | ------- |
| 1. | „I Will Listen Never Alone (너의 얘길 들어줄게)” (Yoon Mi-rae) | 3:14    |
| 2. | „I Will Listen Never Alone (너의 얘길 들어줄게) (Inst.)”       | 3:14    |
|    |                                                                | 6:28    |

### OST Part 4
| Nr | Tytuł utworu       | Długość |
| -- | ------------------ | ------- |
| 1. | „Remember” (Byul)  | 3:37    |
| 2. | „Remember (Inst.)” | 3:37    |
|    |                    | 7:14    |

### OST Part 5
| Nr | Tytuł utworu           | Długość |
| -- | ---------------------- | ------- |
| 1. | „Pray (기도)” (Younha) | 4:18    |
| 2. | „Pray (기도) (Inst.)”  | 4:18    |
|    |                        | 8:36    |

### OST Part 6
| Nr | Tytuł utworu                                     | Długość |
| -- | ------------------------------------------------ | ------- |
| 1. | „Named (그 이름)” (Jonghyun and Taemin (SHINee)) | 3:37    |
| 2. | „Named (그 이름) (Inst.)”                        | 3:37    |
|    |                                                  | 7:14    |

### OST Part 7
| Nr | Tytuł utworu                                  | Długość |
| -- | --------------------------------------------- | ------- |
| 1. | „Return” (Wendy (Red Velvet) feat. Yuk Jidam) | 3:48    |
| 2. | „Return (Inst.)”                              | 3:48    |
|    |                                               | 7:36    |

### OST Part 8
| Nr | Tytuł utworu                                    | Długość |
| -- | ----------------------------------------------- | ------- |
| 1. | „Love Song” (Yook Sungjae (feat. Park Hye-soo)) | 3:25    |
| 2. | „Love Song (Inst.)” (nota)                      | 3:25    |
|    |                                                 | 6:50    |

## Nagrody i nominacje
| Rok  | Ceremonia             | Kategoria                  | Odbiorca     | Rezultat | Źródło |
| ---- | --------------------- | -------------------------- | ------------ | -------- | ------ |
| 2015 | 8. Korea Drama Awards | Najlepszy debiut (aktor)   | Yook Sungjae | w toku   | [ 5 ]  |
| 2015 | 8. Korea Drama Awards | Najlepszy debiut (aktor)   | Nam Joo-hyuk | w toku   | [ 5 ]  |
| 2015 | 8. Korea Drama Awards | Najlepszy debiut (aktorka) | Jo Soo-hyang | w toku   | [ 5 ]  |